# Сан-Гонсалу-ду-Пара
Сан-Гонсалу-ду-Пара (порт. São Gonçalo do Pará) — муниципалитет в Бразилии, входит в штат Минас-Жерайс. Составная часть мезорегиона Запад штата Минас-Жерайс. Входит в экономико-статистический микрорегион Дивинополис. Население составляет 10 308 человек на 2007 год. Занимает площадь 265,578 км². Плотность населения — 31,2 чел./км².

## История
Город основан 1 января 1949 года.

## Статистика
- Валовой внутренний продукт на 2004 год составляет 77 277 реалов (данные: Бразильский институт географии и статистики).
- Валовой внутренний продукт на душу населения на 2004 год составляет 9436 реалов (данные: Бразильский институт географии и статистики).
- Индекс развития человеческого потенциала на 2000 год составляет 0,744 (данные: Программа развития ООН).

## География
Климат местности: горный тропический.

## Галерея

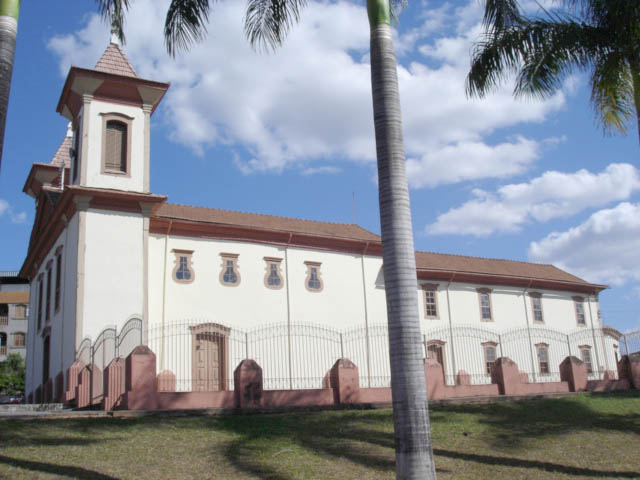
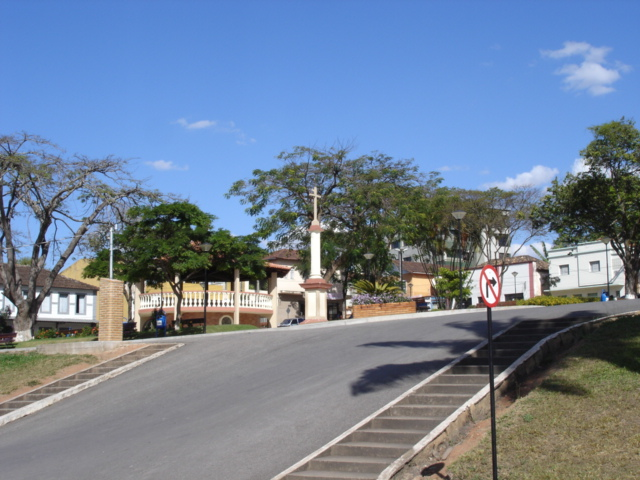
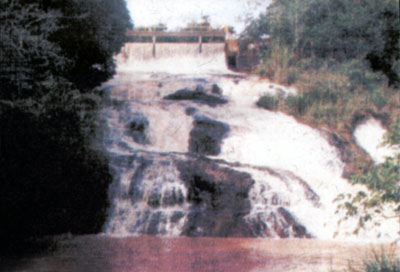